# Baarah
Baarah (en dhivehi: ބާރަށް) es una de las islas habitadas del atolón Haa Alif en el norte del país asiático de las Maldivas.
Históricamente, Baarah es conocida por ser la isla donde el buque Kalhuohfummi fue construido en la segunda mitad del siglo XVI. La nave jugó un papel clave en la guerra del Sultán Muhammad Thakurufaanu contra Portugal.